# Brainbox (album)
Brainbox is het gelijknamige eerste studioalbum van de Nederlandse progressieve-rockband Brainbox. Dit album wordt beschouwd als een van de meest legendarische in de Nederlandse rockgeschiedenis. 

## Muzikanten
Het album is opgenomen door de oorspronkelijke bezetting van Brainbox. De band heeft in deze samenstelling maar kort bestaan, doordat gitarist Jan Akkerman eind 1969 werd weggestuurd door manager John B. van Setten nadat hij had gerepeteerd met het trio Thijs van Leer. Dit was het begin van de band Focus, die in binnen- en buitenland veel succes had. In 1970 besloot drummer Pierre van der Linden ook over te stappen naar Focus. Voor Brainbox brak een periode aan van veel bezettingswisselingen. 
De oorspronkelijke bezetting van Brainbox bestond uit:
- Kaz Lux – zang, percussie
- Jan Akkerman – gitaar, orgel, vibrafoon en basgitaar
- Pierre van der Linden – drums
- André Reynen – basgitaar
- Gastmuzikant: Tom Barlage (fluit op Dark rose en Scarborough fair).

## Muziek
Het album bestond oorspronkelijk uit zeven tracks, waarvan twee door de band zelf zijn geschreven (Dark rose en Sea of delight). Dark rose is een stevige rocksong met solo’s van gitaar en fluit. Sea of delight is een psychedelisch nummer van bijna 17 minuten met drum- en gitaarsolo’s. Het country/folk liedje Reason to believe is geschreven door Tim Hardin. Scarborough fair is een folk-liedje van Simon and Garfunkel, dat hier een psychedelisch sausje krijgt. Op Summertime (uit de musical Porgy and Bess) bespeelt Jan Akkerman niet alleen de gitaar maar ook het Hammond orgel. Het bluesnummer Sinner’s prayer is oorspronkelijk van de blues zanger/gitarist Lowell Fulson.  
Er staat rock, blues, folk en psychedelische muziek op de plaat. Maar door de eigen bewerkingen die de band aan deze nummers geeft, vormt de grote diversiteit aan stijlen toch een eenheid. 

### Tracklijst
1. Dark rose  (Jan Akkerman/Kaz Lux)-5:20
2. Reason to believe (Tim Hardin) – 2:23
3. Baby, what you want me to do - (Jimmy Reed) - 2:36
4. Scarborough fair (Paul Simon en Art Garfunkel) – 6:26
5. Summertime (George Gershwin) – 4:22
6. Sinner’s prayer (Lowell Fulson) – 2:31
7. Sea of delight (André Reynen, Jan Akkerman, Kaz Lux en Pierre van der Linden) – 16:58

## Latere bewerkingen

### Heruitgave in 1996 met vijf bonustracks
In 1996 is een versie van het album verschenen (op het label Pseudonym) waarop, naast de zeven oorspronkelijke tracks, vijf bonustracks zijn opgenomen. Op dat album staan de volgende bonustracks:
1. Down man (Jan Akkerman en Kaz Lux) – 2:38
2. Woman’s gone (Kaz Lux) – 4:14
3. Sea of delight (try out) (André Reynen, Jan Akkerman, Kaz Lux, Pierre van der Linden – 1:05
4. Sea of delight (take 1) (André Reynen, Jan Akkerman, Kaz Lux, Pierre van der Linden – 2:51
5. Amsterdam, the first days (Jan Akkerman en Kaz Lux) 3:11

### Heruitgave in 2011 met elf bonustracks (eerder verschenen op single)
In 2011 is een heruitgave verschenen (op het label Esoteric Records) waarop naast de originele zeven albumtracks ook elf nummers staan, die op single zijn verschenen (zowel de A- als B- zijden). Deze singles zijn allemaal geschreven door leden van de band en zijn over het algemeen toegankelijker dan de albumtracks. Sommige zijn rustig en gevoelig zoals Between alpha and omega en The smile (old friends have a right to) maar er staan ook stevige rocknummers bij (onder meer Down man en Doomsday train). Op het bluesnummer Woman ’s gone speelt Jan Akkerman niet alleen leadgitaar, maar  ook zessnarige basgitaar. Rob Hoeke speelt piano op dit nummer. 
Het volledige album uit 2011 bestaat uit de volgende tracks:
1. Dark rose (Jan Akkerman/Kaz Lux)-5:20
2. Reason to believe (Tim Hardin) – 2:23
3. Baby, what you want me to do - (Jimmy Reed) - 2:36
4. Scarborough fair (Paul Simon en Art Garfunkel) – 6:26
5. Summertime  (George Gershwin) – 4:22
6. Sinner’s prayer (Lowell Fulson) – 2:31
7. Sea of delight (André Reynen, Jan Akkerman, Kaz Lux en Pierre van der Linden) – 16:58
8. Woman’s gone (Kaz Lux) – 4:14
9. Down man (Kaz Lux en Jan Akkerman) – 2:38
10. Amsterdam, the first days (Kaz Lux, André Reynen, Jan Akkerman, Pierre van der Linden) – 3:11
11. So helpless (Herman Meyer) – 2:28
12. To you (Kaz Lux) – 3:11
13. Cruel train (Rudy de Queljoe en Kaz Lux) – 2:21
14. Between alpha and omega (Rudy de Queljoe en Kaz Lux) – 2:19
15. Doomsday train (Herman Meyer) – 3:00
16. Good morning  day (Kaz Lux) – 2:40
17. The smile (old friends have a right to) (Kaz Lux) – 2:55
18. The flight (John Schuursma) – 3:13

### Bezetting per albumtrack
- zang: Kaz Lux (1-18)
- basgitaar: André Reynen (1- 7; 9 -18)
- gitaar, orgel, vibrafoon en basgitaar: Jan Akkerman (1-10)
- drums: Pierre van der Linden (1-10)
- gitaar: Rudy de Queljoe (11-18)
- drums: Frans Smit (11-18)
- gitaar: Herman Meyer (11-16)
- gitaar: John Schuursma (17-18)

## Album
Het oorspronkelijke album is in 1969 opgenomen in de Bovemastudio in Heemstede en uitgebracht op het Imperial label. Het is geproduceerd door Tim Griek in samenwerking met geluidstechnicus André Hooning. De albumhoes is ontworpen door Jaques Bontje en bestaat uit een foto van allemaal paars-blauwe koffiebekertjes met in een van die bekertjes een foto van de band. Op de achterkant van de hoes staat een zwart-witfoto van de band en informatie over de plaat.

## Ontvangst
Het eerste album van Brainbox wordt nog steeds beschouwd als een van de beste albums van de Nederlandse rockmuziek. Uit een lezersonderzoek van het tijdschrift Lust for Life naar de beste Nederlandse en Belgische albums aller tijden kwam dit album als vierde uit de bus (na Moontan van de Golden Earring, Shpritsz van Herman Brood & His Wild Romance en Groeten uit Grollo van Cuby + Blizzards. Joe Viglione van de site AllMusic heeft een positieve recensie geschreven over dit album, dat gewaardeerd werd met vier sterren (het maximum is vijf). In de Radio 2 Top 2000 stonden in 2017 Summertime (814) en Down Man (1034). 